# Johann von Letmathe
Johann von Letmathe (* 16. Jahrhundert; † 17. Jahrhundert) war ein römisch-katholischer Geistlicher und Domherr in Münster.

## Leben

### Herkunft und Familie
Johann von Letmathe war der Sohn des Temmo von Letmathe zu Langen und dessen Gemahlin Jaspara Droste zu Vischering. Sie war die Tochter des Heidenreich Droste zu Vischering. Sein Bruder Franz (1575–1638) war Subdiakon und Domherr in Münster. Heidenreich, sein anderer Bruder, Subdiakon und Domdechant in Münster.

### Wirken
Am 22. August 1577 erhielt Johann durch den Turnar Rudolf von Münster eine Dompräbende und nahm am Tag darauf Besitz von der freien Präbende des Heidenreich Droste zu Vischering. Am 11. Dezember 1589 legte Johann eine Bescheinigung über den Empfang der Weihe zum Subdiakon vor und nahm das dompropsteiliche Lehen Overbeck in Besitz. Am 4. Februar 1596 verzichtete er zu Händen des Vizedominus Dietrich von Plettenberg. Dieser gab die Pfründe an seinen Bruder Franz. Mit der Eheberedung am 18. Februar 1596 heiratete Johann Agnes Valke zu Rockel. Aus der Ehe ging der spätere Domherr Heinrich von Letmathe hervor.

### Sonstiges
Johann war Stifter der Statue des Evangelisten Johannes und der Heiligen Agnes. Diese stehen, versehen mit den Wappen Letmathe und Valke, am Eingang zum Stephanschor des Doms zu Münster.